# سمریاخ
سمریاخ (به آلمانی: Semriach) یک منطقهٔ مسکونی در اتریش است که در گراتس اومگبونگ واقع شده‌است. سمریاخ ۶۰٫۳۵ کیلومتر مربع مساحت دارد ۷۰۹ متر بالاتر از سطح دریا واقع شده‌است.

## خواهرخوانده
شهر Bóly خواهرخواندهٔ سمریاخ هست.